# Informació classificada
Informació classificada és aquella informació confidencial l'accés a la qual és restringit per llei o regulació només a determinats grups de persones. Per a manejar documents classificats o accedir a dades classificades s'exigeix una habilitació de seguretat formal. El procés d'habilitació requereix una recerca d'antecedents satisfactòria. Típicament, existeixen diversos nivells de confidencialitat, amb diferents requisits d'habilitació. Aquest tipus de sistema jeràrquic en el repartiment de la informació entre un grup de persones és gairebé sempre usat per governs nacionals. El procés de determinar el nivell de confidencialitat de les dades és denominada classificació de dades.
L'objectiu de la classificació és protegir la informació perquè no es faci servir per a causar danys o perills a la seguretat nacional. La classificació formalitza el que constitueix un «secret d'estat» i tracta amb nivells diferents de protecció, basats en el dany esperat que la informació podria causar si caigués en mans inadequades.
Certes organitzacions no governamentals i corporacions també posseeixen informació classificada, normalment referida com secrets comercials.

## Nivells de classificació
Encara que els sistemes de classificació variïn de país per a país, molts posseeixen nivells que corresponen a les següents definicions britàniques (del nivell més alt per al més baix):
- Top Secret («màxim secret»):

Nivell més alt de classificació de material en un nivell nacional. Aquesta informació podria provocar un «dany excepcionalment greu» a la seguretat nacional si estigués públicament disponible.
- Secret («secret»):

Aquest material eventualment causaria «dany seriós» a la seguretat nacional si estigués públicament disponible.
- Confidential («confidencial»):

Aquest material podria «danyar» o «ser perjudicial» a la seguretat nacional si estigués públicament disponible.
- Restricted («restringit»):

Aquest material podria produir «efectes indesitjats» si estigués públicament disponible. Alguns països no tenen aquesta classificació.
- Unclassified («sense classificar»):

Tècnicament no és un nivell de classificació, però és usat pels documents governamentals que no tenen una de les classificacions presentades a dalt.